# Partit Comunista d'Aragó
El Partit Comunista d'Aragó -PCA- és la federació del Partit Comunista d'Espanya -PCE- en la Comunitat Autònoma d'Aragó.

## Història
Els orígens del PCA daten del 1971, quan l'òrgan del Comitè provincial de Saragossa del PCE passa a constituir l'òrgan del Comitè Regional d'Aragó del PCE. El Comitè Regional d'Aragó del PCE a l'abril de 1982, mitjançant un I Congrés constituent, es va constituir sota les sigles Partit Comunista d'Aragó -PCA- com a partit autònom en el si del PCE. El primer Secretari General va ser Luis Martínez.
Al llarg de la seva història recent el PCA ha sofert dues escissions: 
- En 1980, quan encara era Comitè Regional d'Aragó del PCE, va sofrir una primera i petita escissió d'un grupuscle prosoviètic que es va constituir com a Partit Comunista d'Aragó, nom que posteriorment va modificar a l'ingressar en el PCPE.
- El 1982 l'expulsió de Santiago Carrillo del PCE va provocar una greu crisi en el PCA, sofrint l'escissió del sector carrillista que posteriorment es va organitzar com a Partit dels Treballadors d'Espanya-Unitat Comunista a tot Espanya.

## Secretaris Generals
| Període               | Secretari General         |
| --------------------- | ------------------------- |
| 1982 (abril-juliol)   | Luis Martínez             |
| 1982-1986             | Adolfo Burriel            |
| 1986-1993             | Jesús María Garrido       |
| 1993-1999             | Juan Manuel Aragüés       |
| 1999-2005             | E. Manrique               |
| 2005 (gener-novembre) | Christian H. Martín Rubio |
| 2005 - actualitat     | Raúl C. Ariza Barra       |

## Resultats electorals
Presentant-se com a Partit Comunista d'Aragó va obtenir a les eleccions a Corts d'Aragó de 1983 d'Aragó un diputat per la província de Saragossa, i a les segones eleccions municipals un total de 36 regidors. En les següents eleccions s'ha presentat dintre de la coalició Esquerra Unida i forma parteix de la seva federació aragonesa.
| Eleccions i data     | Vots   | %    | Diputats (d) Regidors (r) |
| -------------------- | ------ | ---- | ------------------------- |
| Generals de 1977     | 32.728 | 4,96 | -                         |
| Generals de 1979     | 44.613 | 7,11 | -                         |
| Municipals de 1979   |        |      |                           |
| Generals de 1982     | 20.811 | 2,89 | -                         |
| Autonòmiques de 1983 | 23.953 | 3,97 | 01 d.                     |
| Municipals de 1983   | 22.701 | 3,81 | 36 r.                     |

## Òrgans d'expressió
- Publicacions en la clandestinitat: 
  - Entre els anys 1970 i 1976 el Comitè Regional d'Aragó del PCE va publicar clandestinament la revista Ofensiva.
  - Des de 1968 fins a 1977 l'Organització Universitària del PCE va publicar Crítica.
  - Entre 1973 i 1977 les Joventuts Comunistes del PCE d'Aragó van publicar Cierzo.
- Publicacions en la legalitat: 
  - En l'actualitat com publicació interna el PCA publica Albada Roja.